# Giulio Cesare Bianchi (compositore)
Giulio Cesare Bianchi (Cremona, ca. 1577 – post 1637) è stato un compositore italiano.
Nato a Cremona nel 1577 ca. fu al servizio della corte di Vincenzo Gonzaga a Mantova, dal 26 marzo 1602 al giugno 1612, come suonatore di cornetto. Qui ebbe modo di lavorare a stretto contatto con il maestro di cappella Claudio Monteverdi, come lui nativo di Cremona. A Bianchi fu affidata la responsabilità dei fiati di corte, e due volte, nel 1609 (da Cremona) e nel 1611, ne reclutò alcuni. Svolse anche funzioni amministrative per la corte.
Dopo la morte di Vincenzo Gonzaga, come buona parte dei musicisti alle sue dipendenze, nel giugno 1612 venne licenziato.
Invano cercò di avere un incarico a Roma attraverso il cardinale Scipione Borghese, come testimoniano anche le dediche di due raccolte di musica sacra pubblicate nel 1620, quando era tornato a vivere a Cremona: il Libro primo de motetti in lode d'Iddio nostro Signore a una, due, tre, quattro, cinque e a otto voci, (Venezia, 1620), dedicato al pontefice Paolo V, zio del cardinale Borghese, e il Libro secondo de motetti in lode della gloriosissima Vergine Maria, a una, due, tre, quattro e cinque voci, et una messa a quattro (Venezia, 1620), dedicato al cardinale Alessandro Peretti Montalto. Entrambe le raccolte includono composizioni sacre di Monteverdi: nel primo quattro mottetti; nel secondo le Litanie della Beata Vergine a 6 voci.
Probabilmente Bianchi prese gli ordini religiosi e divenne sacerdote. Nel 1631, infatti, risiedeva a Piacenza presso la contessa Girolama Terzi per la quale celebrava messa.
Nel 1637, all'età di 60 anni, rientrò a Cremona, dove prese in affitto la casa di Monteverdi.
I mottetti di Bianchi, tutti per voci e basso continuo, sono tipici della musica da chiesa concertata per piccoli organici molto diffusa all'inizio del XVII secolo.